# Паркер Возерспун
Паркер Джон Возерспун (англ. Parker John Wotherspoon; 24 серпня 1997, м. Суррей, Канада) — канадський хокеїст, захисник. Виступає за «Трай-Сіті Амеріканс» у Західній хокейній лізі (ЗХЛ). 
Виступав за «Трай-Сіті Амеріканс» (ЗХЛ). 
У складі юніорської збірної Канади учасник чемпіонату світу 2015.
Досягнення
- Бронзовий призер юніорського чемпіонату світу (2015)